# تششمة سفيد (غناباد)
تششمة سفيد (بالفارسية: چشمه سفید) هي قرية تقع في قسم كاخك الريفي في إيران.